# Chvalkovice, Vyškov
Chvalkovice là một làng thuộc huyện Vyškov, vùng Jihomoravský, Cộng hòa Séc.